# 北川知克
北川 知克（きたがわ ともかつ、1951年11月8日 - 2018年12月26日）は、日本の政治家。
衆議院議員（6期）、環境副大臣（第2次安倍内閣）、環境大臣政務官（第1次安倍内閣）、衆議院環境委員長などを歴任した。
父は環境庁長官、衆議院議員を務めた北川石松。兄は大阪府議会議員、寝屋川市長を務めた北川法夫。

## 概要
大阪府寝屋川市生まれ。関西大学第一高等学校、関西大学法学部法律学科卒業。大学卒業後は父・北川石松衆議院議員の秘書を務め、石松の環境庁長官在任中は秘書官も務める。
2000年の第42回衆議院議員総選挙に自由民主党公認で大阪12区から立候補したが、民主党前職の樽床伸二に敗れ、重複立候補していた比例近畿ブロックでも次点だったため復活できず、落選。2003年7月、前回総選挙において比例近畿ブロック単独で当選した奥谷通が死去したため、北川が繰り上げ当選した。同年11月の第43回衆議院議員総選挙では大阪12区で再び樽床に敗れ、比例復活により再選。
2005年の第44回衆議院議員総選挙では、樽床に比例復活を許さず、初めて大阪12区で当選した。2006年、第1次安倍内閣で環境大臣政務官に任命。2009年の第45回衆議院議員総選挙では大阪12区で樽床に敗れ、比例復活もならず落選。
2012年の第46回衆議院議員総選挙では、みんなの党公認の新人候補や現職の総務大臣だった樽床を大阪12区で破り、国政に復帰（日本維新の会は、大阪12区には候補を擁立せず、みんなの党の候補を推薦した）。2013年9月、第2次安倍内閣で環境副大臣に任命された。2014年の第47回衆議院議員総選挙で樽床らを破り5選。2015年10月、自民党大阪府連会長への就任が有力視されるも、中山泰秀との選挙戦となり敗れた。2017年の第48回衆議院議員総選挙で日本維新の会の藤田文武らを破り6選。
2018年12月26日20時8分、腹膜炎のため、大阪府吹田市の病院で死去。67歳没。死没日をもって叙正四位、旭日重光章追贈。死去に伴い、2019年4月21日執行の大阪12区補欠選挙に、自民党大阪府連は後継候補として甥（北川法夫の次男）の北川晋平を擁立したが、藤田に敗れ落選した。

## 政策
- 憲法9条改正と集団的自衛権の行使に賛成。
- アベノミクスを評価する。
- 原発は日本に必要だ。
- ヘイトスピーチの法規制に反対[10]。
- 選択的夫婦別姓制度導入にどちらかといえば反対[11]。

## 選挙歴
| 当落 | 選挙                   | 執行日         | 年齢 | 選挙区               | 政党       | 得票数     | 得票率 | 定数 | 得票順位 /候補者数 | 政党内比例順位 /政党当選者数 |
| ---- | ---------------------- | -------------- | ---- | -------------------- | ---------- | ---------- | ------ | ---- | ------------------ | ---------------------------- |
| 落   | 第42回衆議院議員総選挙 | 2000年06月25日 | 48   | 大阪12区             | 自由民主党 | 6万8773票  | 36.78% | 1    | 2/4                | /                            |
| 比当 | 第43回衆議院議員総選挙 | 2003年11月09日 | 52   | 比例近畿（大阪12区） | 自由民主党 | 8万1270票  | 44.05% | 1    | 2/3                | /                            |
| 当   | 第44回衆議院議員総選挙 | 2005年09月11日 | 53   | 大阪12区             | 自由民主党 | 10万8903票 | 49.59% | 1    | 1/3                | /                            |
| 落   | 第45回衆議院議員総選挙 | 2009年08月30日 | 57   | 大阪12区             | 自由民主党 | 8万847票   | 36.12% | 1    | 2/4                | /                            |
| 当   | 第46回衆議院議員総選挙 | 2012年12月16日 | 61   | 大阪12区             | 自由民主党 | 7万6972票  | 39.91% | 1    | 1/4                | /                            |
| 当   | 第47回衆議院議員総選挙 | 2014年12月14日 | 63   | 大阪12区             | 自由民主党 | 6万8817票  | 40.01% | 1    | 1/3                | /                            |
| 当   | 第48回衆議院議員総選挙 | 2017年10月22日 | 65   | 大阪12区             | 自由民主党 | 7万1614票  | 45.04% | 1    | 1/3                | /                            |

- 第42回は、後に奥谷通の死去に伴って比例ブロックで繰り上げ当選。

## 所属議員連盟
- 神道政治連盟国会議員懇談会[12]